# Lancaster (Pensilvânia)
Lancaster é uma cidade localizada no estado americano de Pensilvânia, no Condado de Lancaster e é uma das mais antigas cidades do interior dos Estados Unidos. A sua área é de 19,2 km², sua população é de 59 322 habitantes (2010), o que a coloca como a oitava cidade mais populosa da Pensilvânia. A cidade foi fundada em 1729, incorporada como bairro em 1742 e como cidade em 1818.

## História
Durante a Revolução Americana, Lancaster serviu por um dia como a capital temporária dos Estados Unidos, com sede no Court House (construído em 1739, destruído por um incêndio em 1784 e reconstruído antes de se mudar para o atual Lancaster County Courthouse em 1852  em 27 de setembro de 1777, depois que o Congresso Continental fugiu da Filadélfia, que havia sido capturada pelos britânicos. O governo revolucionário então se mudou ainda mais para York, Pensilvânia.